# 中嶋静香
中嶋 静香（なかじま しずか）は、三重県伊勢市出身の歌手。元HIMのボーカリスト。

## 来歴

### HIM以前
東京音楽学院名古屋校（現：名芸アーク学院）卒業。在学中に野球関連のテレビ番組にアシスタント出演する他、セミプロとして、ライブを数多く行っていた。（コピーバンドのボーカルとして、イベント等にも出演していた時期もある。）
1992年に“まつり博三重'94”のキャンペーンソング歌手のオーディションに合格。同年7月、キャンペーンソングがカセットにて地域限定でリリースされる（2009年現在では入手はほとんど不可能）。新聞、雑誌等の紙媒体露出、ラジオ、テレビ、イベント出演他、プロモーション・キャンペーンを展開。
1994年、名芸アーク学院内オーディションを経て、Sony Music Entertainment SD制作部にて育成が開始され、1995年、SME SD制作部主催の“SHOWCASE February '95”に出場。

### HIM発足
1995年4月21日、Sony Recordsより、伊秩弘将のユニット“HIM（エイチ・アイ・エム/Hiromasa Ijichi Melodies）のボーカルとして「BECAUSE OF LOVE」でデビュー。
当初、メンバーは他におらず、SHIZUKAもメインボーカルという立場ではなく、“その都度その楽曲に合った様々なボーカリストを流動的にフィーチャリングしてゆく”という当時のプロジェクトの意向に則った最初のボーカルにすぎなかった。

### HIM発足後
不明な点が多いが、HIM解散後、SME SD制作部においてデモ制作を一定期間行った後、BMG JAPAN等でソロ転向への準備をしていた模様。同時期、avex group等にてデモ制作等、やはり再デビューの準備を行っていたSHUNGOが、数年を経た2000年に男性R&Bユニット“Sin”のボーカルとして再デビューを果たすと、1stアルバム『Sin』収録のベン・E・キングのカバー曲「STAND BY ME」にてSHIZUKAをコーラスとして起用している。
SHUNGOは、作家／プロデューサーとして活躍している現在でもSHIZUKAをリスペクトしているようで、2009年8月にアップされた無料歌詞検索サービス『歌ネット』の“言葉の達人”内のインタビューにて“作品を提供したいアーティスト”として、安室奈美恵や松田聖子等と共にSHIZUKAの名を挙げている。
元来の音楽的ルーツであるのか、一時期ジャズに傾倒し、アマチュア・ジャズ・バンドにてボーカルを務めていた。
現在は一児の母親。

## 人物像
身長150cm台と小柄で、見た目はリスなどの小動物的であるが、性格は非常にさっぱりとして常に正々堂々としており、姉御肌というよりはむしろ頼りがいのある男っぽい性格と、ZIP FMのラジオ番組出演時にSHUNGOが発言していた。

## コーラス参加
- Sin 1stアルバム『Sin』収録「STAND BY ME」